# Verfassungsgebung
Verfassungsgebung (auch Verfassunggebung) bezeichnet sowohl den Vorgang als auch das Ergebnis der Ausarbeitung und Inkraftsetzung einer Verfassung. Durch eine Verfassungsgebung wird mit der zuvor bestehenden Verfassung und/oder Verfassungslage gebrochen oder eine verfasste Staatsgewalt erst hervorgebracht. Bestehende Verfassungen enthalten zumeist zwar Regeln zur Verfassungsänderung, jedoch keine zur Verfassungsgebung. Die Ablösung einer bestehenden durch eine neue Verfassung ist also in der Regel verfassungsrechtlich nicht vorgesehen und eine originäre Verfassungsgebung ist somit keine Frage des Verfassungsrechts. Als Handlungen des pouvoir constituant sind Verfassungsgebungen mithin nicht an die Vorgaben der vorherigen Verfassung gebunden. Neue Verfassungen entstehen zunächst zumeist entweder aufgrund revolutionärer Prozesse oder durch eine umfassende Revision („Totalrevision“) der zuvor bestehenden Verfassung. Des Weiteren können (nach Alexander Proelß) verschiedene Formen der Verfassungsgebung unterschieden werden:
- Die „Wahl einer verfassungsgebenden Versammlung und Annahme [der Verfassung] durch das Volk“ wie beispielsweise im Fall der Bayerischen Landesverfassung von 1946.
- Die „Wahl einer verfassungsgebenden Versammlung, die selbst die Verfassung in Kraft setzt“, wie beispielsweise im Fall der Weimarer Verfassung.
- Eine „Volksabstimmung über [einen] Verfassungsentwurf, der vom Parlament ausgearbeitet wurde“, wie beispielsweise die Verfassung der Fünften Französischen Republik von 1958.

Damit sind weitere Formen der Verfassungsgebung jedoch nicht ausgeschlossen. So sind die Bundesverfassung der Schweizerischen Eidgenossenschaft von 1848 und die Verfassung der Vereinigten Staaten durch übereinstimmende Parlamentsbeschlüsse in den Gliedstaaten, die sich jeweils mit den Verfassungsgebungen zu Bundesstaaten zusammenschlossen, in Kraft gesetzt worden. Auch das Grundgesetz für die Bundesrepublik Deutschland bezieht seine Legitimität unter anderem aus der Ratifikation durch die Landesparlamente.